# Пеко (Италия)
Вижте пояснителната страница за други значения на Пеко.
Пѐко (на италиански: Pecco; на пиемонтски: Pech, Пек) е село в Северна Италия, Метрополен град Торино, регион Пиемонт. Разположено е на 650 m надморска височина. От 1 януари 2019 г. е част и център на новосъздадената община Вал ди Ши. Населението на селото е 234 души (към 31.12.2018 г.).